# Entheogen
Entheogen (možno přeložit jako „to, co ukazuje boha uvnitř“ či „probuzení vnitřního boha“) je psychoaktivní, obvykle přírodní, látka používaná při náboženských nebo rituálních obřadech. Entheogeny jsou zpravidla halucinogeny, obvykle psychedelické. Tento pojem se používá především v kontextu antropologie, resp. etnobotaniky a zdůrazňuje především způsob a záměr používání dané látky, spíše než její specifické vlastnosti. Ve volnějším smyslu je tento pojem ale někdy používán v podstatě jako synonymum pro psychedelikum.

## Použití
Od pravěku dodnes někteří lidé věří, že správným požitím psychoaktivních látek mohou dosáhnout stavů, ve kterých je možné komunikovat s vyššími silami, věštit, léčit, nalézat určitou spirituální pravdu atd. Je důležité, aby droga byla použita za tímto účelem – při jiném použití tu samou látku nelze označit za entheogen. Entheogeny byly používány všemi kulturami, které měly k těmto látkám snadný přístup, většina těchto praktik byla ale potlačena s příchodem monoteistických náboženství. [zdroj?] Některé tradice u amazonských a afrických kmenů se ale zachovaly dodnes. V širším smyslu se tento pojem používá pro jakékoliv psychotropní látky užívané za cílem sebepoznání či duchovního růstu, což je v moderním světě častější nežli tradiční rituální užívání.

## Některé tradiční entheogeny
- Ayahuasca: Halucinogenní nápoj amazonských šamanů. Ti tvrdí, že v ayahuascových halucinacích získávají botanické a léčitelské znalosti. Obsahuje DMT, MAOI a další aktivní látky.
- Lysohlávky, obsahující psilocybin a psilocin používané např. slovany nebo indiány.
- Peyotl, obsahující mezkalin je dodnes používán indiány. Ti mají ze zákona výjimku a mohou ho používat legálně.
- Šalvěj divotvorná, opět tradičně používaná indiány.
- Durman užívaly příležitostně některé indiánské kmeny.
- Ibogain dodnes používají některé africké kmeny pro komunikaci s duchy předků.
- Muchomůrka červená se používala na Sibiři.
- konopné výrobky jako marihuana nebo hašiš užívané rastafariány nebo některými indskými bráhmany.
- Pepřovník opojný
- LSD je často považováno za moderní entheogen, ačkoliv se jedná o polosyntetickou látku.
- Tabák virginský a tabák selský byly a jsou používány severoamerickými, resp. jihoamerickými indiány při posvátných a léčebných obřadech a ačkoliv se nejedná o halucinogeny, lze je v tomto kontextu považovat za entheogeny, protože účelem jejich užití je upevňování či navazování spojení s duchovním světem.